# Trelandspunkt

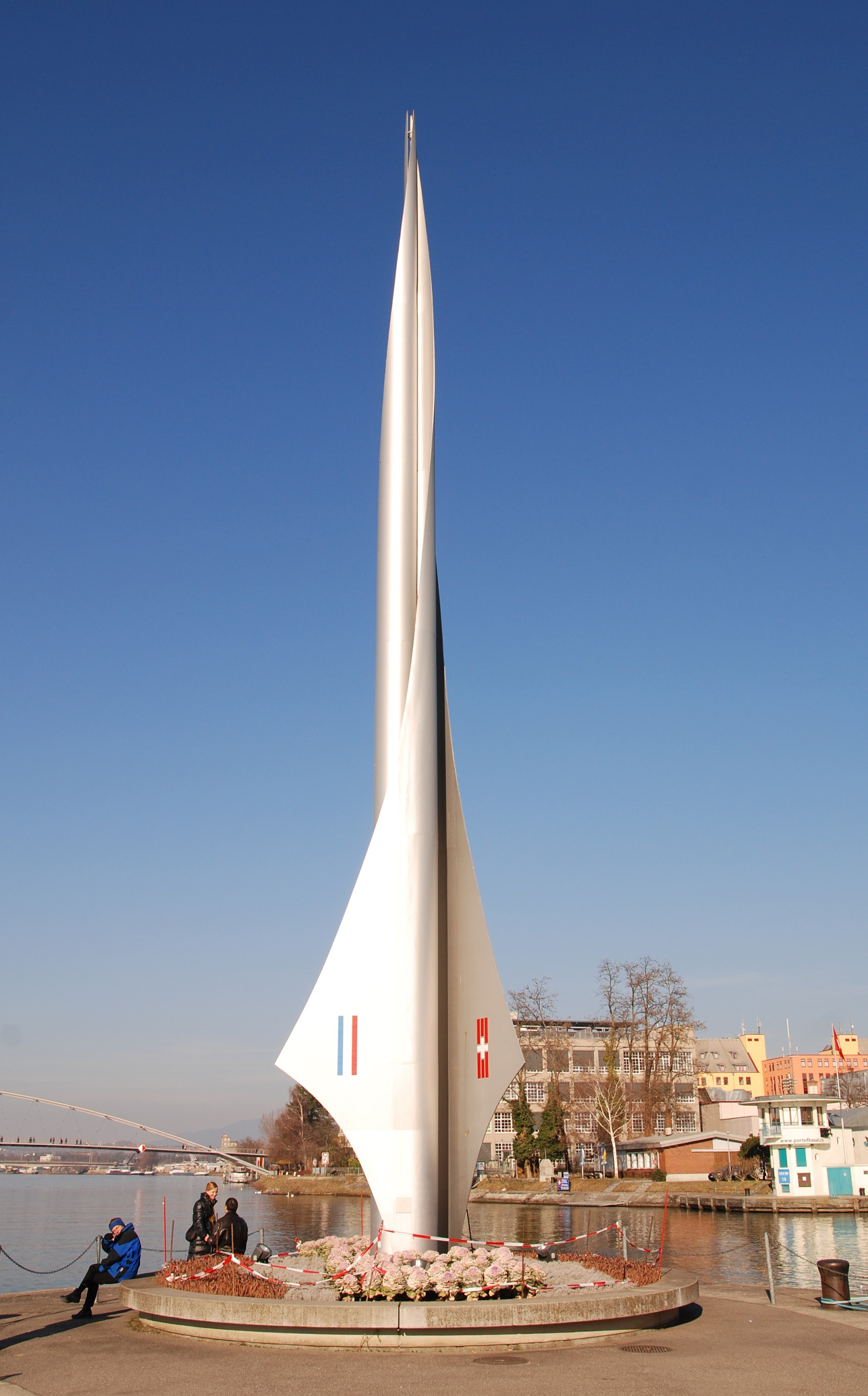
Monument över trelandspunkten där Tyskland, Schweiz och Frankrike möts. Den egentliga gränspunkten är i floden Rhen.

Ett trelandspunkt är en plats där tre länders gränser möts. Det finns 176 sådana punkter på fast mark i världen. De är ofta särskilt markerade med större gränsstenar. Utöver dessa punkter finns även punkter i hav och större sjöar där flera länders territorialvatten gränsar till varandra, men dessa är sällan särskilt markerade.

## Europa
I Europa finns 50 trelandspunkter, till exempel:
- Treriksröset, där Sverige, Norge och Finland möts (den nordligaste trelandspunkten i världen)
- Treriksröset, Sør-Varanger, Norge, Finland och Ryssland
- Vaalserberg, där Nederländerna, Tyskland och Belgien möts
- Schengen, där Frankrike, Luxemburg och Tyskland möts
- Tjeckien, Polen och Tyskland
- Österrike, Ungern och Slovakien, nära storstaden Bratislava
- Slovenien, Ungern och Kroatien
- Ungern, Serbien och Rumänien
- Serbien, Nordmakedonien och Bulgarien
- Nordmakedonien, Bulgarien och Grekland

En del gränspunkter ligger i en flod och den exakta punkten markeras inte, men det kan finnas ett monument på stranden, såsom vid trelandspunkten mellan Frankrike, Tyskland och Schweiz i Rhen vid Basel, där ett monument är uppfört på schweizisk mark. Punkten mellan Luxemburg, Tyskland och Frankrike ligger i floden Mosel och har ett monument på stranden i Schengen i Luxemburg (där Schengenavtalet undertecknades).
Det finns även länder som har dubbla trelandspunkter. Detta bygger på att ett land är helt inneslutet av de två andra. Exempel är:
- Spanien, Andorra (inneslutet) och Frankrike
- Schweiz, Liechtenstein (inneslutet) och Österrike
- Moldavien (inneslutet), Rumänien och Ukraina

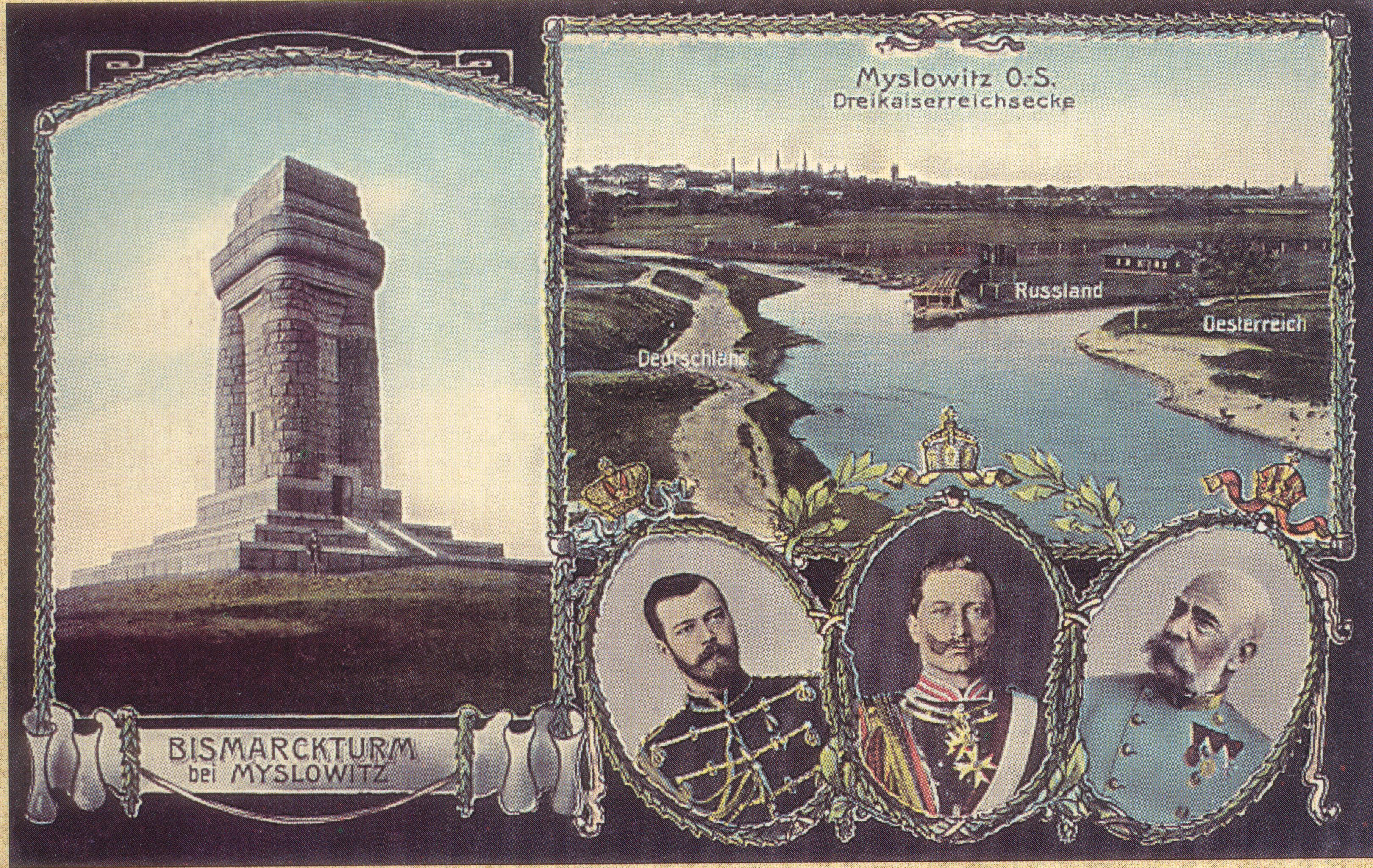
Trekejsarhörnet (utanför Mysłowice i nuvarande Polen) på vykort från 1907.

Vid tolv av punkterna är samtliga länder med i Schengensamarbetet:
- Belgien – Frankrike – Luxemburg
- Belgien – Luxemburg – Tyskland
- Belgien – Nederländerna – Tyskland
- Finland – Norge – Sverige
- Frankrike – Luxemburg – Tyskland
- Italien – Slovenien – Österrike
- Polen – Tjeckien – Tyskland
- Polen – Slovakien – Tjeckien
- Slovakien – Tjeckien – Österrike
- Slovakien – Ungern – Österrike
- Slovenien – Ungern – Österrike
- Tjeckien – Tyskland – Österrike

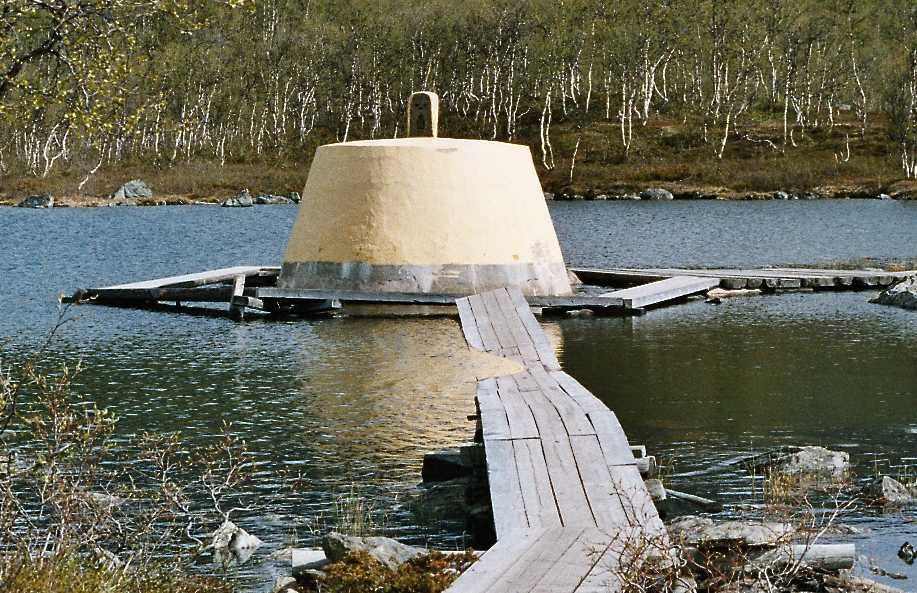
Vid Treriksröset möts Norge, Sverige och Finland, alla med i Schengensamarbetet.

Dessa punkter har oftast ingen bevakning alls. Andra ligger på punkter där minst ett land står utanför både EU och Schengensamarbetet och då bevakas de hårdare.
Mellan 1871 och 1918 fanns utanför Myslowitz i Provinsen Schlesien Trekejsarhörnet, där Tysklands, Österrike-Ungern och Rysslands gränser möttes.

### Norge-Sverige-Finland (Treriksröset)
Sveriges enda trelandspunkt på fast mark är Treriksröset, där Sverige, Norge och Finland möts, och där det finns en stor betongklump samt tre mindre stenar med ländernas markeringar. Detta är också världens nordligaste trelandspunkt på fastland.

### Norge-Finland-Ryssland

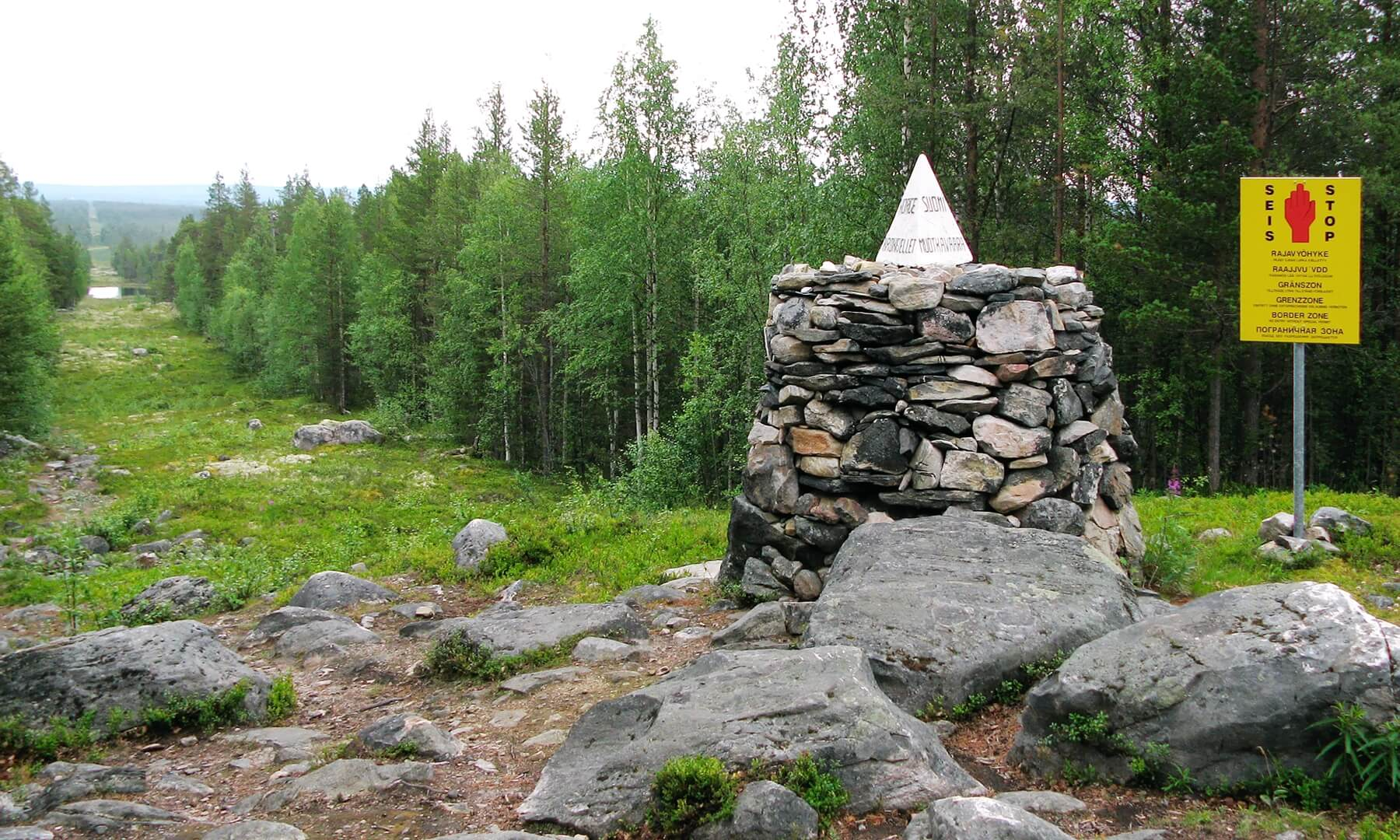
Gränspunkten mellan Norge, Finland och Ryssland. Skylten är finsk och informerar om förbud mot att passera gränsen mot Ryssland.

Vid gränspunkten Norge-Finland-Ryssland (69°03′06″N 28°56′20″Ö / 69.05167°N 28.93889°Ö) har både EU (Finland) och Schengensamarbetet (Finland och Norge) en yttre gräns. Det är förbjudet att gå runt röset eftersom det är förbjudet att passera både Rysslands gräns och Schengengränsen annat än via en gränsövergång. Det finns ett fördrag mellan Ryssland och Norge, att Norge förbjuder all gränspassering (dryga böter) och bevakar gränsen via vakttorn (särskilt röset).
I denna trelandspunkt möts tre olika tidszoner: centraleuropeisk tid (CET), östeuropeisk tid (EET) och moskvatid (MSK). Ryssland har numera normaltid året runt, och på vintern (då även Norge och Finland har normaltid) är tidsskillnaden mellan den norska och den ryska sidan av denna trelandspunkt två timmar. Intressant är också att området öster om punkten tillhör Norge, det västligaste av de tre länderna.

## Andra världsdelar

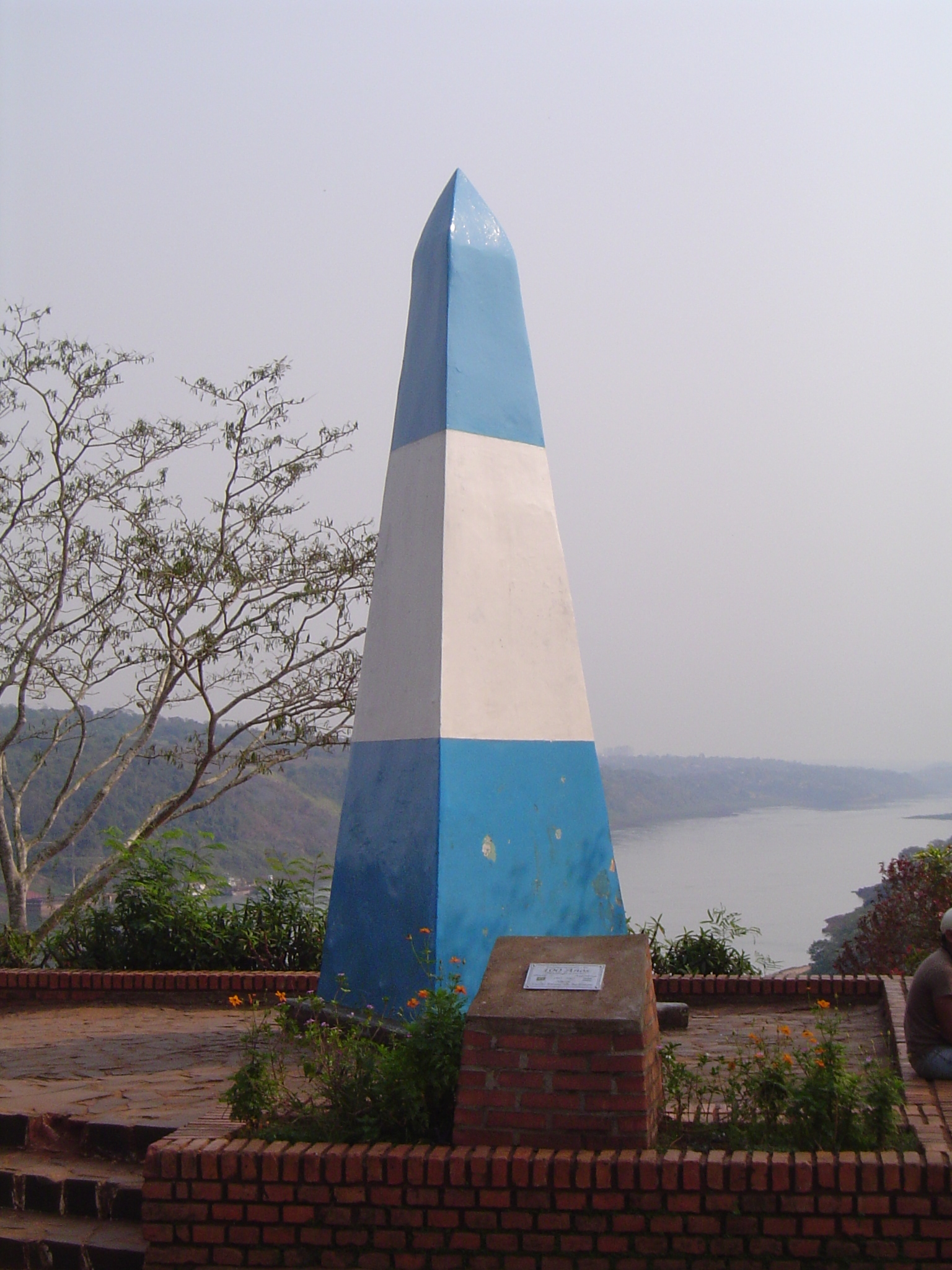
Monumentet på argentinsk mark över trelandspunkten mot Paraguay och Brasilien. Den exakta trelandspunkten är i floden.

Det finns 61 trelandspunkter i Afrika, 46 i Asien (då räknas inte den omtvistade gränsen Israel – Palestina med, samt inte de i Kaspiska havet), två i Nord/Centralamerika och 13 i Sydamerika.
Ryssland, Mongoliet och Kina har dubbla trelandspunkter, eftersom Mongoliet är helt inneslutet av de två andra. På ett likartat sätt är Swaziland inneslutet av Moçambique och Sydafrika, och Nepal och Bhutan av Indien och Kina, plus de tre i Europa.
Den sydligaste trelandspunkten (bortsett från Antarktis, där gränser är kontroversiella) ligger mellan Swaziland, Moçambique och Sydafrika.
Ett av de kortaste avstånden mellan två trelandspunkter är 150 meter. Detta avstånd täcker gränsen mellan Zambia och Botswana, mitt ute i Zambezifloden. I den västra trelandspunkten möts Zambia, Botswana och Namibia, medan Zambia, Botswana och Zimbabwe möts i den östra trelandspunkten. Däremellan passerar sedan 2021 Kazungulabron.